# Ecliptopera tranosphena
Ecliptopera tranosphena là một loài bướm đêm trong họ Geometridae.